# At My Most Beautiful
At My Most Beautiful is een nummer van de Amerikaanse alternatieve rockband R.E.M. uit 1999. Het is de derde single van hun elfde studioalbum Up.
"At My Most Beautiful" is geïnspireerd uit het werk van The Beach Boys en kan gezien worden als het eerste liefdesliedje dat R.E.M. maakte. Michael Stipe voorzag de pianoballade van de meest romantische tekst die hij maar kon bedenken. Hij wilde een liefdesliedje maken zoals die nog niet eerder was geschreven. Het nummer flopte in Amerika, maar werd wel een kleine hit in het Verenigd Koninkrijk met een 10e. Ook in het Nederlandse taalgebied werden geen hitlijsten gehaald.

## Tracklijst
- Cd-single

1. "At My Most Beautiful" (radioversie)
2. "The Passenger" (live, Later with Jools Holland – BBC Radio Theatre, London)
3. "Country Feedback" (live, Later with Jools Holland – BBC Radio Theatre, London)